# Orchimantoglossum
Orchimantoglossum là một chi thực vật có hoa trong họ Lan.